# Reprezentacja Tunezji w piłce nożnej mężczyzn

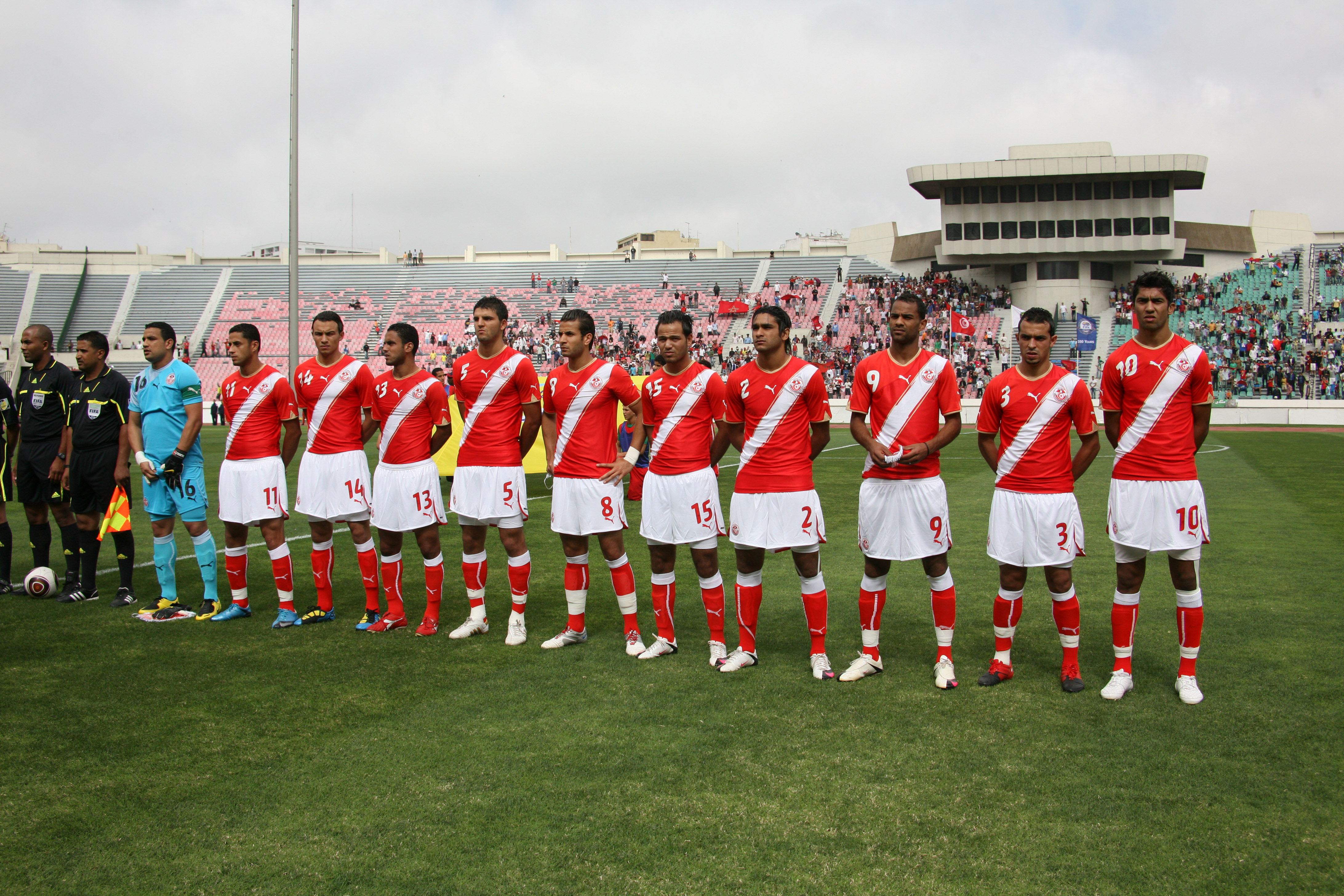
Reprezentacja Tunezji w 2010

Reprezentacja Tunezji w piłce nożnej mężczyzn – przedstawiciel Tunezji w międzynarodowych zawodach piłkarskich mężczyzn. Pięciokrotny uczestnik finałów mistrzostw świata, który nigdy nie wyszedł z fazy grupowej rozgrywek. Drużyna wystąpiła dziewiętnaście razy w finałach Pucharu Narodu Afryki (1962, 1963, 1965, 1978, 1982, 1994, 1996, 1998, 2000, 2002, 2004, 2006, 2008, 2010, 2012, 2013, 2015, 2017, 2019), gdzie największym sukcesem było zdobycie mistrzostwa w 2004 będąc gospodarzem turnieju.

## Historia
Pięciokrotnie grała w finałach mistrzostw świata. Premierowy start miał miejsce w roku 1978. Drużyna prowadzona przez legendarnego Abdelmajida Chetalego z Polską wprawdzie przegrała, a z reprezentacją RFN bezbramkowo zremisowała, ale pokonując 3:1 Meksyk, odniosła pierwsze zwycięstwo dla kontynentu afrykańskiego na światowym czempionacie i ostatecznie zajęła trzecie miejsce w grupie.
Od drugiej połowy lat 90. piłkarstwo tunezyjskie przeżywa swoje najlepsze dni. W 1996 roku reprezentacja zdobyła wicemistrzostwo Afryki i wzięła udział w Igrzyskach Olimpijskich, a rok później zakwalifikowała się – po dwudziestoletniej przerwie – do finałów mistrzostw świata. We Francji Tunezyjczycy zajęli ostatnie miejsce w grupie notując remis z Rumunią 1:1 i dwukrotnie przegrywając (z Kolumbią 0:1 oraz Anglią 0:2). Także w 1997 roku dwa kluby z Tunezji zdobyły najważniejsze afrykańskie trofea – Étoile Sportive du Sahel wywalczył Puchar Zdobywców Pucharów, a Espérance Tunis – Puchar CAF, odpowiednik europejskiego Pucharu UEFA. Tunezja była obecna również na Mundialu 2002. Koreańsko-japoński czempionat Kartagińskie Orły ponownie zakończyły już po fazie grupowej remisując 1:1 z Belgią, oraz przegrywając z Rosją i Japonią po 0:2. Premierowy triumf z 2004 roku w Pucharze Narodów Afryki ostatecznie udowodnił, że reprezentacja, którą od czterech lat prowadził Francuz Roger Lemerre, należy do absolutnej czołówki drużyn z Czarnego Kontynentu. Dzięki zwycięstwu w PNA 2004 reprezentacja Tunezji wystąpiła w rozgrywkach o Puchar Konfederacji 2005. Zakończyła je jednak już na fazie grupowej. W 2006 roku trzeci raz z rzędu udało jej się awansować do mistrzostw świata. Niemiecki mundial Tunezyjczycy rozpoczęli od remisu z Arabią Saudyjską 2:2. Później przyszły porażki z Hiszpanią 1:3 oraz Ukrainą 0:1. Z jednym punktem na koncie zajęli więc trzecie miejsce w grupie i odpadli z turnieju.
Ponownie Tunezyjczycy awansowali na mundial 12 lat później. W 2018 roku w Rosji Tunezja grała w grupie G razem z Anglią, Belgią, oraz Panamą. Po porażkach z Anglikami 1:2 i Belgami 2:5 w pierwszych dwóch spotkaniach na zakończenie zmagań grupowych i ostateczne pożegnanie z turniejem Orły Kartaginy wygrały 2:1 z Panamczykami.
Fundamenty obecnej siły piłki tunezyjskiej zbudowali w latach 80. zagraniczni trenerzy, którzy przywieźli z Europy nowe wzorce szkoleniowe, położyli nacisk na przygotowanie taktyczne i zwiększyli dyscyplinę wśród zawodników. Dobrą opinię wyrobili sobie w Tunezji Polacy. Henryk Apostel, Bernard Blaut, Stefan Białas, Antoni Piechniczek, czy Ryszard Kulesza pracowali w najlepszych klubach w kraju, a dwaj ostatni prowadzili drużynę narodową (Kulesza w latach 1981-83, Piechniczek 1988-89). W latach 1994–1998 i 2015–2017 selekcjonerem reprezentacji był także Henryk Kasperczak. Obecnie selekcjonerem kadry Tunezji jest Nabil Maâloul, który prowadził tę kadrę w 2013 roku.
W Tunezji piłka nożna jest sportem numer jeden. Popularność piłkarzy i trenerów jest ogromna.
Większość piłkarzy, podobnie jak reprezentanci Kamerunu, czy Nigerii, gra w klubach francuskich. Niewielu występuje w kraju, jeśli już to najczęściej w Esperance Tunis.

## Udział w międzynarodowych turniejach

### Mistrzostwa świata
| 1962 | Nie zakwalifikowała się   | Nie zakwalifikowała się   |
| 1966 | Wycofała się z eliminacji | Wycofała się z eliminacji |
| 1970 | Nie zakwalifikowała się   | Nie zakwalifikowała się   |
| 1974 | Nie zakwalifikowała się   | Nie zakwalifikowała się   |
| 1978 | Awans                     | Faza grupowa              |
| 1982 | Nie zakwalifikowała się   | Nie zakwalifikowała się   |
| 1986 | Nie zakwalifikowała się   | Nie zakwalifikowała się   |
| 1990 | Nie zakwalifikowała się   | Nie zakwalifikowała się   |
| 1994 | Nie zakwalifikowała się   | Nie zakwalifikowała się   |
| 1998 | Awans                     | Faza grupowa              |
| 2002 | Awans                     | Faza grupowa              |
| 2006 | Awans                     | Faza grupowa              |
| 2010 | Nie zakwalifikowała się   | Nie zakwalifikowała się   |
| 2014 | Nie zakwalifikowała się   | Nie zakwalifikowała się   |
| 2018 | Awans                     | Faza grupowa              |
| 2022 | Awans                     | Faza grupowa              |
| 2026 |                           |                           |

### Puchar Narodów Afryki
- 1962 – III miejsce
- 1963 – Faza grupowa
- 1965 – II miejsce
- 1968 – 1974 – Nie zakwalifikowała się
- 1978 – IV miejsce
- 1980 – Wycofała się w trakcie eliminacji
- 1982 – Faza grupowa
- 1984 – 1992 – Nie zakwalifikowała się
- 1994 – Faza grupowa
- 1996 – II miejsce
- 1998 – Ćwierćfinał
- 2000 – IV miejsce
- 2002 – Faza grupowa
- 2004 – Mistrzostwo
- 2006 – Ćwierćfinał
- 2008 – Ćwierćfinał
- 2010 – Faza grupowa
- 2012 – Ćwierćfinał
- 2013 – Faza grupowa
- 2015 – Ćwierćfinał
- 2017 – Ćwierćfinał
- 2019 – IV miejsce
- 2021 – Ćwierćfinał
- 2023 – Faza grupowa

## Szkoleniowcy
- 1979-80 –  Dhib Hmid
- 1981-83 –  Ryszard Kulesza
- 1984-86 –  Youssef Zouaoui
- 1986-87 –  Jean Vincent
- 1987-88 –  Tarek Ben Othman
- 1988-89 –  Antoni Piechniczek
- 1990-93 –  Mrad Mahjoub
- 1993 –  Salad Akacha
- 1993-94 –  Youssef Zouaoui
- 1994 –  Faouzi Benzarti
- 1994-98 –  Henryk Kasperczak
- 1998-00 –  Francesco Scoglio
- 2000-01 –  Eckhard Krautzun
- 2001-02 –  Henri Michel
- 2002-02 –  Ammar Souayah
- 2002-08 –  Roger Lemerre
- 2008-09 –  Humberto Coelho
- 2009-10 –  Faouzi Benzarti
- 2010 – Sami Trabelsi
- 2010 –  Bertrand Marchand
- 2011 –  Faouzi Benzarti
- 2011 –  Ammar Souayah
- 2011-13 –  Sami Trabelsi
- 2013 –  Nabil Maâloul
- 2013-14 –  Ruud Krol
- 2014-15 –  Georges Leekens
- 2015-17 –  Henryk Kasperczak
- 2017-18 –  Nabil Maâloul
- 2018 –  Faouzi Benzarti
- 2018-19 –  Alain Giresse
- 2019-22 –  Mondher Kebaier
- od 2022 –  Jalel Kadri